# Йохан фон Изенберг-Лимбург
Йохан фон Изенберг-Лимбург (на немски: Johann I von Isenberg-Limburg; * пр. 1246; † между 2 април и 31 декември 1277) от фамилията Изенберг и графовете на Алтена и Изенберг е граф на Лимбург.
Той е син на граф Дитрих фон Алтена-Изенберг († 1299/1301) и съпругата му Аделхайд фон Сайн († 1297), дъщеря на граф Йохан I фон Спонхайм-Щаркенбург и Сайн († 1266). Брат е на Еберхард I (* 1252; † 17 юни 1304), граф на Изенберг-Лимбург (1301 – 1304), господар на господство Щирум (1301 – 1304).

## Фамилия
Йохан се жени за Агнес фон Вилденберг († между 1 януари и 12 март 1271), дъщеря на Герхард фон Вилденбург-Хелпенщайн († сл. 1276) и Алайдис фон Хелпенщайн († 1309). Те имат три деца:

- Дитрих II († 22 март 1328), женен за Бертрадис фон Гьотерсвик († сл. 1300), дъщеря на Евервин II фон Гьотерсвик († сл. 1280) и Берта ван Беек-Книп († 1295)
- Фридрих († 1321), каноник в Кьолн
- Мехтилд († сл. 1306), омъжена сл. 1297 г. за Егберт I фон Алмело († 1306), син на Арнолд II фон Алмело († сл. 1282) и Марина фон Охтен († сл. 1282)